# Karatay (Konya)
Karatay ist eine Stadtgemeinde (Belediye) im gleichnamigen Ilçe (Landkreis) der Provinz Konya in der türkischen Region Zentralanatolien und gleichzeitig ein Stadtbezirk der 1986 gebildeten Büyükşehir belediyesi Konya (Großstadtgemeinde/Metropolprovinz). Seit der Gebietsreform 2013/2014 ist die Gemeinde flächen- und einwohnermäßig identisch mit dem Landkreis.
Zur Stadt gehört der östliche Teil der Kernstadt von Konya.
Der Landkreis/Stadtbezirk liegt im Zentrum der Provinz. Er grenzt im Südosten an Karapınar, im Süden an Çumra, im Westen an Meram, im Nordwesten an Selçuklu, im Norden an Altınekin und im Osten an die Provinz Aksaray. Durch den Landkreis führen von Konya aus nach Nordosten die Fernstraße D-300 nach Aksaray und Nevşehir sowie nach Südosten die D-330 nach Ereğli und weiter zur Europastraße 90. Der Landkreis gehört zur Ebene von Konya (Konya Ovası), im Osten liegt der Bergzug Hodulbaba Dağı mit dem gleichnamigen Berg (1.746 Meter), und den Erhebungen Koyunkıran Tepesi (1483 Meter) und Peynirlik Tepesi (1.583 Meter).

## Sehenswürdigkeiten
Im Westen gehört zum Landkreis das östliche Zentrum von Konya mit dem Mevlana Müzesi (Mevlana-Museum) und dem Mevlana Kültür Merkezi (Mevlana-Kulturzentrum).

## Geschichte
Die Planung des Kreises Karatay begann am 20. Juni 1987 als Teil der Metropolregion Konya, die am 27. Juni 1987 gebildet wurde. Dabei wurde durch das Gesetz Nr. 3399 die Provinzhauptstadt Konya, also der Merkez Ilçe (zentrale Landkreis), in drei annähernd gleich große Landkreise geteilt. Selçuklu im Norden, Meram im Südwesten und eben Karatay im Osten. Hüseyin Kaya nahm als Landrat am 28. März 1988 seine Tätigkeit auf, der aktuelle Landrat ist der zehnte seit diesem Zeitpunkt.
Von der Provinzhauptstadt Konya erhielt der neue Kreis 90 der 239 Mahalle (Stadtviertel/Ortsteile) und 21 Dörfer (Köy) aus den zwei Bucaks Obruk und Yarma, inkl. der Belediye İsmil und Yarma.

## Verwaltung
(Bis) Ende 2012 bestand der Landkreis neben der Kreisstadt aus den vier Stadtgemeinden (Belediye) Hayıroğlu, İsmil, Ovakavağı und Yarma sowie 25 Dörfern (Köy) in zwei Bucaks (Obruk und Yarma), die während der Verwaltungsreform 2013/2014 in Mahalle (Stadtviertel/Ortsteile) überführt wurden. Die 55 existierenden Mahalle der Kreisstadt blieben erhalten, während die acht Mahalle der anderen o. g. Belediye vereint und zu je einem Mahalle reduziert wurden. Durch Herabstufung dieser Belediye und der Dörfer zu Mahalle stieg deren Zahl von 63 auf 82. Ihnen steht ein Muhtar als oberster Beamter vor.
Ende 2020 lebten durchschnittlich 4.393 Menschen in jedem Mahalle. Die bevölkerungsreichsten davon sind:
- Ulubatlıhasan Mah. (23.849)
- Akabe Mah. (20.787)
- Fetih Mah. (16.419)

- Çatalhüyük Mah. (13.698)
- Doğuş Mah. (11.355)
- Karaaslandede Mah. (10.727)
- Hamzaoğlu Mah. (9.674)
- Erenler Mah. (9.493)
- Gaziosmanpaşa Mah. (9.420)
- Karakulak Mah. (9.393 Einw.)